# SLC35B1
SLC35B1 (англ. Solute carrier family 35 member B1) – білок, який кодується однойменним геном, розташованим у людей на довгому плечі 17-ї хромосоми. Довжина поліпептидного ланцюга білка становить 322 амінокислот, а молекулярна маса — 35 760.
| 10         |  | 20         |  | 30         |  | 40         |  | 50         |
| ---------- |  | ---------- |  | ---------- |  | ---------- |  | ---------- |
| MASSSSLVPD |  | RLRLPLCFLG |  | VFVCYFYYGI |  | LQEKITRGKY |  | GEGAKQETFT |
| FALTLVFIQC |  | VINAVFAKIL |  | IQFFDTARVD |  | RTRSWLYAAC |  | SISYLGAMVS |
| SNSALQFVNY |  | PTQVLGKSCK |  | PIPVMLLGVT |  | LLKKKYPLAK |  | YLCVLLIVAG |
| VALFMYKPKK |  | VVGIEEHTVG |  | YGELLLLLSL |  | TLDGLTGVSQ |  | DHMRAHYQTG |
| SNHMMLNINL |  | WSTLLLGMGI |  | LFTGELWEFL |  | SFAERYPAII |  | YNILLFGLTS |
| ALGQSFIFMT |  | VVYFGPLTCS |  | IITTTRKFFT |  | ILASVILFAN |  | PISPMQWVGT |
| VLVFLGLGLD |  | AKFGKGAKKT |  | SH         |  |            |  |            |

A: Аланін

C: Цистеїн

D: Аспарагінова кислота

E: Глутамінова кислота

F: Фенілаланін

G: Гліцин

H: Гістидин

I: Ізолейцин

K: Лізин

L: Лейцин

M: Метіонін

N: Аспарагін

P: Пролін

Q: Глутамін

R: Аргінін

S: Серин

T: Треонін

V: Валін

W: Триптофан

Кодований геном білок за функцією належить до фосфопротеїнів. 
Задіяний у таких біологічних процесах, як транспорт, альтернативний сплайсинг. 
Локалізований у мембрані, ендоплазматичному ретикулумі.